# Anomala forreri
Anomala forreri är en skalbaggsart som beskrevs av Bates 1888. Anomala forreri ingår i släktet Anomala och familjen Rutelidae. Inga underarter finns listade i Catalogue of Life.